# Cirque social
 (octobre 2021).

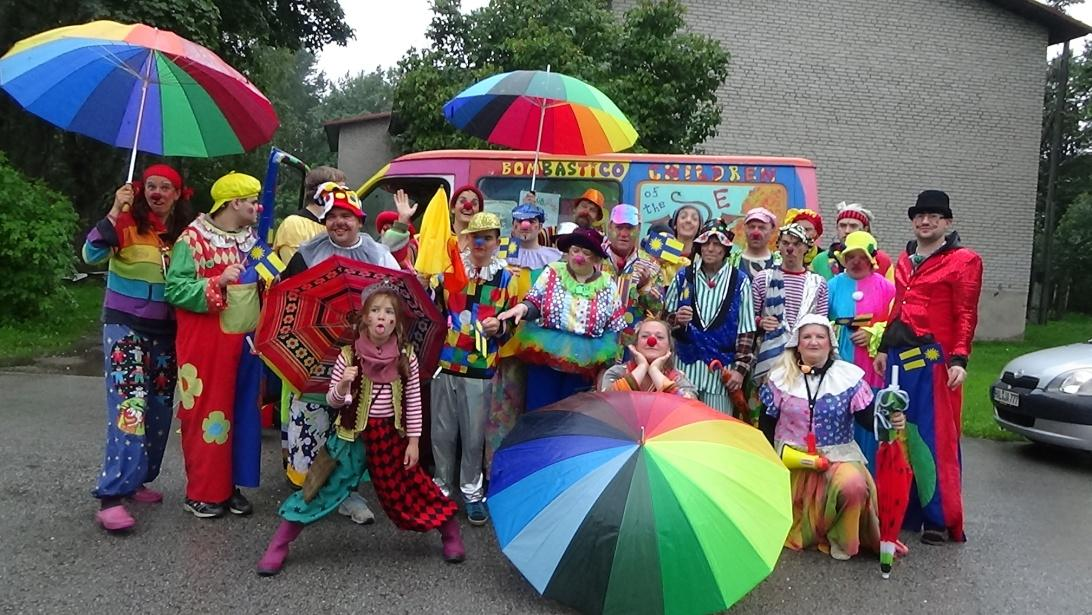
Troupe de cirque rendant visite à diverses personnes pour des actions solidaires.

Le cirque social est un mode d'action sociale utilisant les arts du cirque comme outils d'intervention. Il s'applique à diverses populations en détresse ou en difficultés : jeunes marginalisés, réfugiés, malades du sida, femmes maltraitées, etc.
Les premières actions de cirque social remontent au milieu des années 1980. Elles sont aujourd'hui nombreuses sur tous les continents. Le développement du cirque social est croissant, comme peut en témoigner le projet Phare Ponleu Selpak au Cambodge, qui en quelques années seulement est devenu un des principaux acteurs culturels du pays. Ou encore Zip Zap Circus, institution majeur du cirque social en Afrique du Sud, reconnue d'utilité publique par Mandela. D'autre part, certains cirques à vocation commerciale adoptent aussi une démarche éthique et citoyenne. C'est le cas du Cirque du Soleil qui contribue au développement du cirque social par son programme Cirque du Monde depuis 1993.

## Acteurs de cirque social
- Le Réseau international de formation en cirque social (RIFCS) regroupe une dizaine d'organismes qui proposent des interventions en cirque social.
- Le Plus Petit Cirque du monde, créé en 1992 dans le quartier des Blagis à Bagneux.
- Le programme Cirque du Monde, créé par le Cirque du Soleil et l'ONG Jeunesse du Monde en 1995, organise des ateliers de cirque social dans 15 pays touchant 86 communautés, sur tous les continents.
- L'association Térya Circus, issue du Circus Baobab et son Pôle des Arts Acrobatiques de Guinée, basé à Dixinn-Conakry,  travaille dans les quartiers et des publics situés dans les zones urbaines socio-économiquement fragiles. Elle les resocialise à travers les valeurs fondamentales du cirque.
- L'ONG Sud Africaine, Zip Zap Circus, fondée au Cap en 1992 par Laurence Estève et Brent van Rensburg. Leur objectif? Inspirer les jeunes et aider à construire une nouvelle culture de coexistence pacifique en Afrique du Sud. Travaillant avec une communauté d'enfants de tous horizons, Zip Zap aide les enfants à «oser rêver» et à apprendre à faire de ces rêves une réalité.
- L'ONG cambodgienne Phare Ponleu Selpak qui forme des jeunes aux arts du cirque, notamment, et qui a créé un chapiteau, sous la forme d'un social business, à Siem Reap dans le but d'offrir un débouché aux jeunes formés.